# 全国海上安全指挥部
全国海上安全指挥部（简称海安指）是1974年至1989年负责“三防一救”，即海上船舶防台风、防止船舶污染海域、防冻破冰和海难救助的中华人民共和国国家机构，受国务院、中央军委领导，1982年后由中华人民共和国交通部港务监督机构单独负责。

## 历史

### 成立经过
1973年10月9日14时40分，对外贸易部租用的希腊籍货船“波罗的海克里夫”号，从菲律宾运载原木驶往上海，在距厦门以东40海里处的台湾海峡南部遭第15号台风袭击遇险，船长向中国政府请求救援。当时厦门港仅有138千瓦小拖轮1艘和400吨木质船1艘，因风浪太大无法出海施救。19时45分，交通部提出，并经外贸部同意，决定动员在厦门港避风的另一艘外贸部租用的索马里籍“亚光”轮出航救助，该轮载重量为5800吨，当时船上装有货物1000吨。在动员过程中，因台风中心正向厦门移动逼近，故交通部决心不大，“亚光”轮亦未出动。10日19时50分，台风登陆，“亚光”轮才启航驶向出事地点。该轮启航后，厦门港收到香港海务处10日1600时的通告：“波罗的海克里夫”轮已在北纬22°44′、东经118°37′（距厦门东南108海里、约200公里）处沉没，该轮船员有9人被新加坡商船救起，14人失踪。交通部得知后，告诉“亚光”轮继续驶向沉船地点进行现场搜索，只发现1只破救生艇，未发现遇难船舶和人员。在国内外造成不良影响。暴露了中国海上搜救组织系统的薄弱环节和救助力量的落后状况，受到周恩来总理和李先念、华国锋副总理的严厉批评。周恩来指示：“这种迟迟不作答，不敢下决心、没有勇气去迎接困难、战胜大风大浪的怯弱精神，真有损我国地位和文化大革命的不怕苦不怕死的传统精神，请予批判。”李先念批示：“完全同意总理指示。交通部对这件事究竟有多大责任，要严格检查，向中央作如实的报告。严查中包括领导一直到值班同志是怎样处理这件事的。”华国锋指示：“（1）通过这件事，认真总结经验教训，主动找外贸部的同志把情况弄清楚。（2）今后定出几条，要求像指挥防汛一样，如气象有变化，要通知并预防。（3）在华南、华东增加救助船的问题要考虑。（4）首先从运输的组织指挥上进行检查改进。（5）年底春节要到了，安全问题要注意。”
根据周恩来总理的指示，华国锋副总理于1973年10月19日召集有关方面研究加强海上搜救问题，借助各方面救助力量共同搞好海上搜救，决定成立海上安全指挥部。1973年10月31日，交通部请总参、海军、空军、外贸部、农林部、中央气象局、国家海洋局等部门开会，研究了海上安全指挥部的组成和任务等问题；并于1973年11月7日向国务院、中央军委报送《关于成立海上安全指挥部的请示》。
1973年12月28日，国务院、中央军委印发《关于成立海上安全指挥部的通知》(国发〔1973〕187号)。该通知指出：为搞好船舶的安全航行，并按照国际义务为海上船舶提供气象服务，组织各方面力量切实抓好海难救助工作，以及防止船舶污染海域，决定在国务院、中央军委领导下成立海上安全指挥部；指挥部由总参、海军、空军、外贸部、农林部、交通部、中央气象局、国家海洋局等组成，由交通部负责人任指挥部主任，总参、海军有关负责人任副主任；在指挥部领导下成立办公室（设在交通部），由有关部门抽调必要人员组成，负责办理指挥部日常工作；沿海各省、市、自治区、军区也要组成相应的海上安全指挥机构，领导本地区的海上安全工作。该通知明确：指挥部和各地海上安全指挥机构负责统一部署和指挥海上船舶防台风、防止船舶污染海域，以及海难救助工作；防冻破冰工作仍按1973年1月20日批转《国家计委关于抓好渤海防冻破冰准备工作的报告》的规定办理（该报告建议由海军牵头组成防冻破冰指挥部，统一指挥防冻破冰工作）；各港港务监督负责监督港区内船舶执行防止污染的规定。该通知要求交通部应尽快建立和健全沿海救助打捞组织，充实必要的大马力救助拖轮和快速救助艇，搞好紧急通讯联络设备，各海岸电台应把海难救助电报放在优先地位；农林部应在各大渔场建立和充实渔轮救助设备，组织和加强渔轮救助工作；海军、空军可相应增添救助舰艇和直升机，并适当调整东南沿海救助力量和加强海、空救助训练，紧急情况下，可派出舰艇、飞机参加海难救助。该通知同时对海难救助报告事项、海上安全预防措施和协调工作、避风锚地布局等提出要求。
1974年1月19日，交通部向部属有关单位转发《关于成立海上安全指挥部的通知》，要求沿海各救捞机构和港务监督健全昼夜值班制度，在当地海上安全指挥机构的指挥下，积极开展海难救助工作，各海岸电台要加强对船舶遇险呼救频率的守听，并对相关单位防抗台风、防止船舶污染水域，进行海难救助等工作提出要求。
根据国务院、中央军委《关于成立海上安全指挥部的通知》精神，交通部牵头与国务院、中央军委有关部门于1974年1月21日在北京召开海上安全指挥部第一次领导成员会议，正式成立海上安全指挥部（简称海安指），海安指主任为交通部部长（革命委员会主任）杨杰。会议研究了海安指办公室组成和具体任务，并形成会议纪要。2月21日，海安指向国务院、中央军委报告第一次会议情况。该纪要明确：海安指办公室由交通部指派3人，总参、海军、空军、外贸部、农林部（1979年后为水产总局，1982年后为农牧渔业部，1988年后为农业部）、中央气象局各指派1人组成，1974年3月1日起开始办公；其主要职责是负责海上船舶防台风、防止船舶污染海域、海难救助的日常工作，建立昼夜值班制度，采取措施积极组织力量进行海难救助等。沿海各省、自治区、直辖市也相继成立了海上安全指挥部。

### 建设全国的海上救助网
根据国务院、中央军委《关于成立海上安全指挥部的通知》精神，交通部同时对加强海难救助力量进行了研究，认为全国海上救助打捞力量极为薄弱，只有上海海难救助打捞局和广州航道局一个打捞队，以及抗风能力差的7艘小马力拖轮，为了执行海上救生和抢救万吨级海船的任务，应力争在1980年前，全国建成一个初具规模的海上救助网。1974年3月12日，交通部向国家计委上报《关于建立和健全海上救助打捞工作的请示》。5月25日，国家计委印发《关于建立和健全海上救助打捞工作的通知》，同意交通部提出的建立、健全上海（对外使用英文缩写名称为COESS）、广州、烟台救捞局和九个救助站、两个修船厂以及配备各种救助打捞船舶，设置超短波无线电台等设施的意见，争取在三、五年内把我国海上救助打捞工作逐步建立和健全起来。7月13日，广州海难救助打捞局成立。9月12日，烟台海难救助打捞局筹建领导小组成立，负责辽宁、河北、天津、山东、江苏（部分）等省市沿海的救助打捞工作，前隶属于上海救捞局的天津、烟台2个救助站自1975年1月1日起划归烟台救捞局。
1974年11月13日《中日海运协定》签定，交通部下发协定副本，要求各救捞局履行有关海难救助条款的职责。
1974年11月27日，海安指第二次领导成员会议研究了有关搜救设施配备和防抗1975年台风等问题，并推定交通部副部长于眉、陶琦为常务指挥，负责处理海安指日常工作。根据海安指第二次会议议定，1975年3月8日，海安指向国务院、中央军委请示拟定海安指的全称为“全国海上安全指挥部”，并请颁发印章一枚。3月28日，当时的国务院办公室颁发“全国海上安全指挥部”印章一枚。4月21日，海安指印发通知，“全国海上安全指挥部”的名称及其印章自即日启用。
1975年2月25日交通部在北京召开救捞工作座谈会，确定“以救为主、救捞并举”的方针。决定将上海救捞局的“红捞一”号和“红救8”轮成建制移交烟台救捞局。上海救捞局副局长刘峰辉等308名职工转入烟台救捞局。
1975年5月21日，交通部部长叶飞任海安指主任。根据国务院、中央军委的有关批示，海安指召集有关单位研究了我国和外国民航飞机在我国飞行情报区海域内失事遇险的搜救问题，并提出了具体措施，于1975年10月9日向国务院、中央军委报送请示。10月29日，国务院、中央军委批复同意。据此，民航飞机在我国飞行情报区海域内失事遇险的搜救工作，由全国和各地海上安全指挥部统一组织指挥，民航总局和有关民航管理局成为全国或各地海上安全指挥部成员。
1975年11月4日交通部和海军联合颁发《关于共同做好海上援救工作的通知》，规定东海援救区（北纬33°03′至福建宫头口135°方位线）由上海救捞局和东海舰队负责。在执行特殊抢救任务时，可不受援救区域的限制。
1976年11月29日，国务院、中央军委批复海军并海安指，同意自1976年冬季起，渤海的防冻破冰工作由海安指和各地海上安全指挥机构牵头组织，不再另组织防冻破冰指挥部；防冻破冰日常工作由海安指办公室承办。至此，海安指的职责确定为“三防一救”，即海上船舶防台风、防止船舶污染海域、防冻破冰和海难救助。
根据1977年12月海安指第五次会议建议和国务院批准，石油化学工业部、邮电部增加为海安指成员；交通部副部长彭德清任指挥部副主任兼常务指挥。按照国务院、中央军委批准的《关于加强和统一使用海上专业救助力量的请示》，交通部于1978年4月在交通部内设立海难救助打捞局，连同在沿海设立的烟台、上海、广州海难救助打捞局及其下设的若干个救助站（2003年前设有14个救助站），逐步形成海上搜救系统中交通部专业救助网。
1978年10月16日交通部向日本订造的15300千瓦（20800匹马力）远洋救助拖轮“德大”号分配给上海救捞局。这是中国功率最大的拖轮，大大增强了海上救助能力。1978年12月22日国务院批准，交通部救捞局加挂中国拖轮公司牌子。上海救捞局相应加挂上海拖轮公司牌子，并于1979年5月1日开始对外使用该名称。
经国务院批准，1979年9月18日，交通部发布《对外国籍船舶管理规则》，该规则第七章对在我国港口和沿海水域航行的外国籍船舶的海难救助事项作出规定。
1979年10月16日，交通部在机构调整中印发机关各部门职责，其中规定重新设置的港务监督局“参与组织指挥水上防台、防风以及救助遇难失事船舶”。
根据国务院的指示，自1980年9月起，交通部会同海安指、总参、海军、石油部、水产总局等开始起草《海上交通安全法》。

### 交通部港务监督机构单独负责
根据1981年12月23日海安指第八次领导成员会议议定，海安指于1982年2月12日向国务院、中央军委请示调整海上安全指挥部办事机构，认为在当时依靠一个部门完成“三防一救”任务还有困难的情况下，继续保持全国和各省、市、自治区海上安全指挥部的联合组织形式仍是必要的。但在逐步建立统一的海上救助中心的过渡时期，建议海安指的日常工作由交通部负责。2月24日，国务院、中央军委印发通知，同意调整海安指办事机构，其日常工作由交通部负责，要求交通部加强对海难救助工作的领导，并为今后海上安全工作逐步实现统一管理创造条件。3月10日，海安指印发通知，就调整沿海各地海上安全指挥部办事机构提出意见，明确各地海上安全指挥部办事机构可同交通部下属的港务监督机构合并办公。此后，海安指办公室的日常工作由交通部负责，其他单位所派人员逐步撤回。
交通部在1982年机构改革中，于8月20日印发通知，将海安指的救助指挥部分合并到新成立的水上安全监督局，水上安全监督局值班室承担海安指办公室职责。1983年3月，国务院办公厅印发《国务院各部门的主要任务和职责》，明确交通部“负责水上船舶安全指挥和救助打捞”。1983年9月2日《海上交通安全法》公布，自1984年1月1日起施行。该法明确“中华人民共和国港务监督机构，是对沿海水域的交通安全实施统一监督管理的主管机关。”并专设“海难救助”一章（第七章），首次从法律层面对涉及海难救助的有关事项作出规定，明确主管机关接到船舶、设施或飞机的遇难求救报告后，“应当立即组织救助”；“有关单位和在事故现场附近的船舶、设施，必须听从主管机关的统一指挥。”1987年8月27日，交通部、海安指联合发布《船舶遇险紧急通信处置细则》，1984年10月交通部、海安指联合发布的《船舶遇险及安全通信工作的若干规定》废止。
1988年11月7日，国务院在机构改革中撤销38个非常设机构，其中包括全国海上安全指挥部。
1989年12月22日，交通部召开原海安指领导成员会议，由海安指办公室汇报海安指成立以来“三防一救”工作情况、机构改革情况、目前存在问题和工作改进建议等。——这是全国海上安全指挥部最后一次会议。